# 테리투아르드벨포르주의 캉통
프랑스 테리투아르드벨포르주에는 총 9개의 캉통이 속해 있다. 2015년 3월 행정구역 총개편으로 인해 현재는 다음과 같이 설치되어 있다.
- 바빌리에
- 벨포르 1
- 벨포르 2
- 벨포르 3
- 샤트누아레포르주
- 델
- 지로마니
- 그랑빌라르
- 발두아